# 아르만두 게부자
아르만두 에밀리우 게부자(포르투갈어: Armando Emílio Guebuza, 1943년 1월 20일~)는 모잠비크의 정치가로, 2005년부터 모잠비크의 대통령을 맡고 있다.

## 경력
아르만도 에밀리우 게부자는 포르투갈령 동아프리카에서 1943년 1월 20일에 태어났다. 게부자는 전 모잠비크 해방전선 정치국 구성원이자 1986년에 예상치 못한 사모라 마셸의 죽음 후 10명의 집단 국가 원수의 일부로서 잠시 재임했었다.
게부자는 북 모잠비크에서 태어났다. 그는 포르투갈에 반대하는 모잠비크 독립전쟁이 시작한 후 바로, 20세의 나이로 모잠비크 해방전선에 합류했다. 1975년에 독립을 성취했을때, 게부자는 모잠비크 해방전선에서 중요한 장군이자 지도자가 된 상태였다. 그는 사모라 마첼 정부에서 내무부 장관이 되었고 문제의 거주자들이 짐을 20 킬로그램으로 제한 당한 상태였기 때문에 "24 20"으로 알려진, 포르투갈 거주자들이 24시간 내에 떠날것을 강요하는 명령을 발포했었다. 1980년대 동안 게부자는 도시 지역 출신의 실직 상태의 사람들이 나라 북쪽 지역에 있는 외곽 지역으로 이동했던 "Operation Production"으로서 알려진 평판이 좋은 못했던 프로그램을 개발했었다. 남아프리카 공화국에서 비행사고로 죽은 마첼의 후속 조치로, 그는 충돌 상황을 조사하는 위원회의 일부가 되었지만 어떤 확실한 결론도 내리지 못했다. 그는 1992년 10월 4일에 로마에서 서명했던, 로마 총 평화협정을 이끌었던 모잠비크 민족 저항운동 게릴라 무리와 함께 한 평화 협상에서 모잠비크 해방전선을 대표했다. 1994년 최초의 총선거를 향한 과도기 동안, 그는 그 총평화 협정의 최고 실행 몸체인, 공동 관리 주시 위원회에서 모잠비크 정부를 대표했다.
국영 기업의 사유화를 포함한, 대통령 조아킹 시사누에 의한 사회주의 경제 정책의 포기에 뒤따라, 게부자는 특히 건축, 수출, 어업에서 성공한 부유한 사업가가 되었다.
2002년에 그는 그 정당 내에서 거친 투쟁 후 모잠비크 해방전선의 총재 후보로 선택되었다. 그는 같은 해 당의 총재가 되었다.

## 대통령
게부자는 2004년 12월 대통령 선거에서 모잠비크 해방전선의 후보였으며, 그는 그 선거에서 63.7%의 득표율로 당선되었다. 그는 2005년 2월 2일에 모잠비크의 대통령이 되었다.
그 선거의 국제 감시단은 모잠비크 선거 위원회 (CNE)가 공정하고 투명한 선거를 진행하지 않았다는 사실을 비평했다. 그들은 여당 (모잠비크 해방전선)에 혜택을 주었던 선거 당국의 결점을 나열했다.
2021년 8월, 그의 아들 Ndambi Guebuza가 부패 혐의로 재판을 받았다.

## 역대 선거 결과
| 선거명      | 직책명            | 대수 | 정당              | 득표율 | 득표수      | 결과 | 당락 |
| ----------- | ----------------- | ---- | ----------------- | ------ | ----------- | ---- | ---- |
| 2004년 선거 | 모잠비크의 대통령 | 3대  | 모잠비크 해방전선 | 63.74% | 2,004,226표 | 1위  |      |
| 2009년 선거 | 모잠비크의 대통령 | 3대  | 모잠비크 해방전선 | 75.01% | 2,974,627표 | 1위  |      |